# Интервал (математика)
Интервал (на лат.: међупростор; међувреме; размак; празнина) у математици представља подскуп неког скупа елемената, за којга важи тачно један од следећих услова:
- Интервал је празан скуп
- Интервал садржи само један елеменат
- Интервал садржи више од једног елемента и сваки од њих, сем два крајња, има по два суседа (по над тим скупом дефинисаној метрици) који такође припада интервалу. Два крајња елемента, који се још називају и границе интервала, имају само по једног суседа који припада интервалу. Притом је сусед y елемента x скупа M дефинисан као елеменат за кога важи да између њега и x нема ни једног другог елемента из скупа M. Зарад прецизне дефиниције суседа је потребно имати дефинисану операцију поретка над овим скупом.

На пример, скуп {4,5,6,7,8} је у скупу природних бројева један интервал. Пошто је низ чланова скупа континуалан, тј. у њему се налазе сви елементи који се иначе налазе између његових граница, он сам се може једнозначно представити навођењем само његових граница, које су у овом случају бројеви 4 и 8. Ово и јесте принцип по коме се бележе интервали у математици: наводе се границе интервала, јер све оно што се налази унутар тих граница припада интервалу.
Пак, саме границе интервала могу да припадају интервалу или не. Уколико гранични елемент припада интервалу, граница интервала се на страни тог елемента назива затвореном. У супротном, иста граница је отворена. Уколико су обе границе интервала отворене односно затворене, сам интервал се назива отвореним односно затвореним. У супротном се назива полуотвореним.
Сем у математици, израз интервал се користи при мерењу времена и у музици, за именовање односа међу тоновима.

## Запис
Претпоставимо да се следећи искази односе на скуп K, са одређеном метриком и над целим скупом дефинисаном операцијом поретка. Нека су a, b и x било која три елемента из K, при чему је {\displaystyle a\leq b}.
Затворени интервал се бележи навођењем граница између угластих заграда.

{\displaystyle x\in [a,b]:=\{x\in K:x\geq a\wedge x\leq b\}}
Отворени интервал се бележи навођењем граница између обичних или инверзних угластих заграда.

{\displaystyle x\in \left(a,b\right)\Leftrightarrow x\in \;]a,b[\;:=\{x\in K:x>a\wedge x<b\}}
Полуотворени или полузатворени интервал може бити отворен односно затворен са леве или десне стране. Ово се бележи одговарајућом комбинацијом претходна два случаја.

{\displaystyle x\in (a,b]\Leftrightarrow x\in \;]a,b]:=\{x\in K:x>a\wedge x\leq b\}}

{\displaystyle x\in [a,b)\Leftrightarrow x\in [a,b[\;:=\{x\in K:x\geq a\wedge x<b\}}
Празан интервал се обележава истим знаком као и празан скуп.

{\displaystyle x\in \left(a\right)\Leftrightarrow \left(\right)\Leftrightarrow \varnothing :=\{x\not \in K,\;a<x<a\}}
Уколико је једна од граница интервала над скупом реалних бројева једнака бесконачности ({\displaystyle \infty }), на њеној страни је интервал увек отворен, а услов везан за ту страну интервала није потребно наводити, јер се сам по себи подразумева. Тј. {\displaystyle -\infty >x<\infty } увек важи.
{\displaystyle x\in \left(a,\infty \right)\Leftrightarrow x\in \;]a,\infty [\;:=\{x\in R:x>a\}}

{\displaystyle x\in [a,\infty ):=\{x\in R:x\geq a\}}

{\displaystyle x\in \left(-\infty ,a\right)\Leftrightarrow x\in \;]-\infty ,a[\;:=\{x\in R:x<a\}}

{\displaystyle x\in (-\infty ,a]\Leftrightarrow x\in \;]-\infty ,a]\;:=\{x\in R:x\leq a\}}

{\displaystyle x\in (-\infty ,\infty )\Leftrightarrow x\in R}